# Limenitis isshikii
Limenitis isshikii är en fjärilsart som beskrevs av Matsumura 1929. Limenitis isshikii ingår i släktet Limenitis och familjen praktfjärilar. Inga underarter finns listade i Catalogue of Life.